# Геду
Геду (дзонг-кэ རྒིད་འདུ་, вайли rgid-'du, лат. Gedu, Gaedu, Gaeddu) — город в Бутане, расположенный в дзонгхаге Чукха.

## Образование
В городе расположен Бизнес-колледж Гаедду, входящий в состав Королевского университета Бутана.

## Экономика
Экономика города активно развивается за счёт проекта гидроэлектростанций «Тала». Этот проект стартовал в 1998 году и обеспечил рабочие места тысячам рабочих.
Инфраструктура города развивается в течение последних нескольких лет, в связи с ростом населения. До 1997 года Геду являлся деревней и не имел телефонной инфраструктуры. Благодаря проекту «Тала» в городе было построено 840 квартир, было потрачено около 897 миллионов нгултрумов на строительство новых зданий, среди которых новая школа на 1300 учащихся, госпиталь и несколько спортивных сооружений.
Всего было построено 122 километра дорог стоимостью 1,222 миллиарда нгултрумов и 15 мостов в городе и его окрестностях стоимостью 104,5 миллионов нгултрумов. Так же была сооружена новая водоочистная станция объёмом 707600 литров стоимостью 30 миллионов нгултрумов.